# Chiesa di Santa Maria del Monte Carmelo (Acireale)
La chiesa di Santa Maria del Monte Carmelo con l'ex convento dei religiosi dell'Ordine carmelitano costituiscono un polo monumentale ubicato lungo Corso Vittorio Emanuele e via Galatea, a ridosso del centro storico di Acireale. Appartenente alla diocesi di Acireale, vicariato di Acireale sotto il patrocinio di Santa Venera, parrocchia di Santa Maria del Monte Carmelo.

## Storia

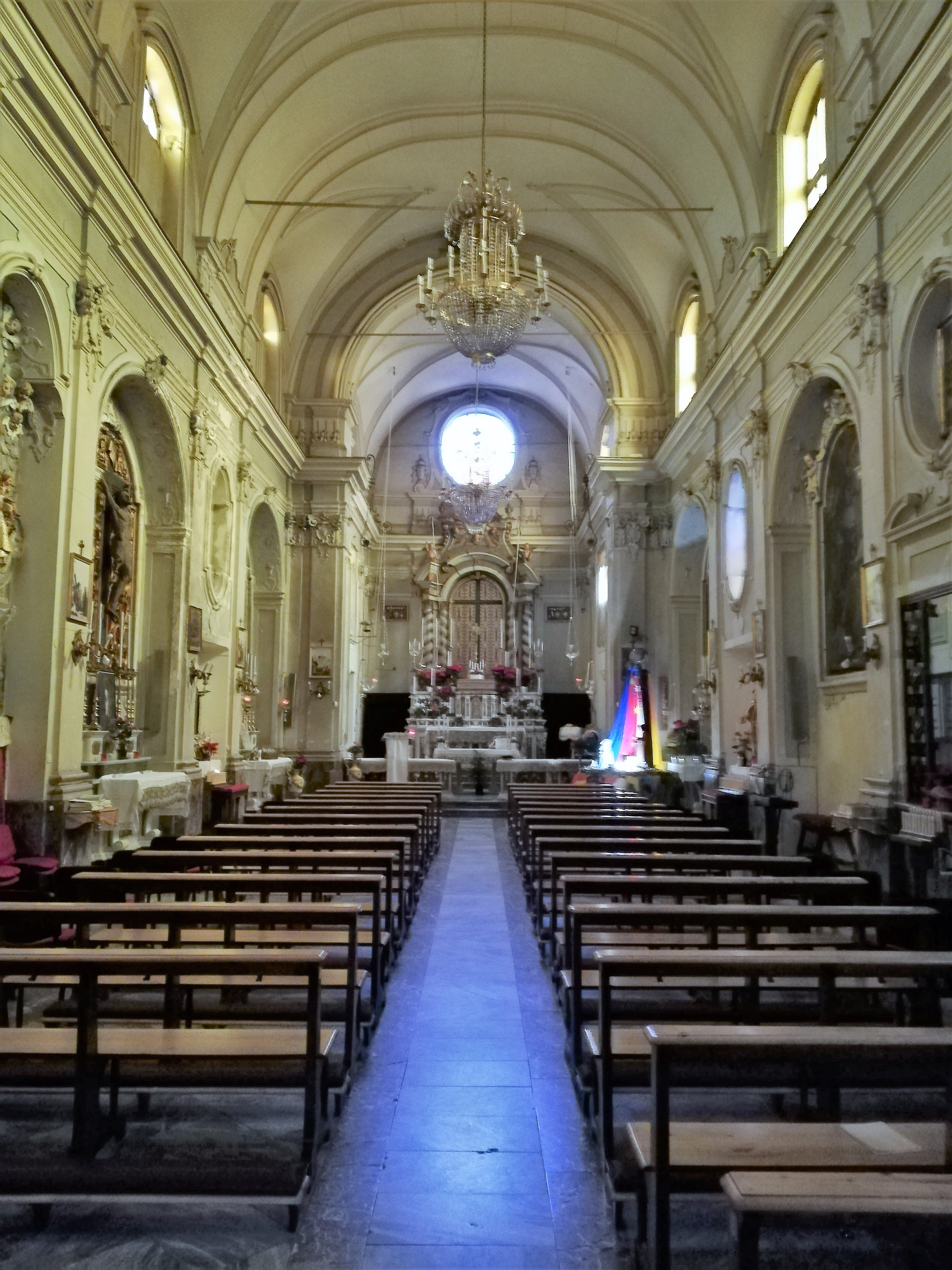
Navata

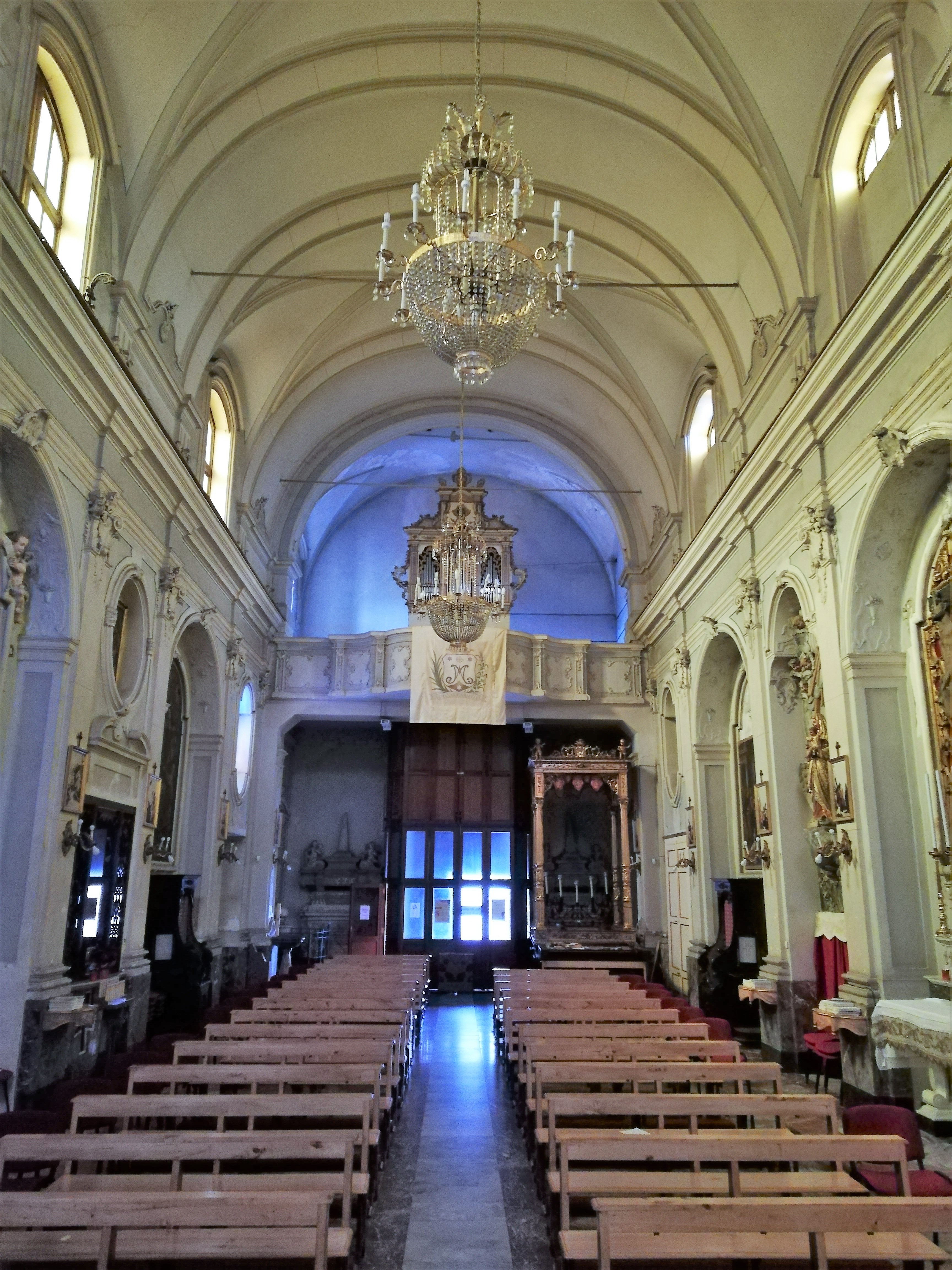
Controfacciata

### Epoca aragonese
Il primo nucleo conventuale sorse nel 1502 presso la chiesetta di San Francesco, sulla direttrice per Catania. Località che raccorda le realtà di Aquilia Vetere con la nascente Aquilia Nuova della Aci Aquilia.

### Epoca spagnola
Il tempio primitivo - denominato anche chiesa di Maria Santissima del Monte Carmelo di Aquilia Vetere - fu edificato prima del 1554, la data è stata desunta col ritrovamento di targa con l'iscrizione sepolcrale di Petra Castagna, nipote del Papa Urbano VII, morta il 1º settembre 1554 ed ivi sepolta.
Durante il pontificato di Clemente VIII con bolla del 25 luglio 1599 fu ordinata la soppressione dei conventi che raggruppavano meno di 12 religiosi. Lionardo Vigo, storico acese, documenta che le strutture dell'istituzione furono murate già nel 1585. Pertanto il cenobio del Carmine fu chiuso e poi ripristinato nel 1621, quando i carmelitani della sede di Catania intrapresero, per mandato del pontefice Gregorio XV, la riforma dell'Ordine.
Il terremoto dell'11 gennaio 1693 determinò il crollo parziale delle strutture. L'evento fu seguito dalla fase di ricostruzione che implicò l'ingrandimento del tempio.

### Epoca contemporanea
Il terremoto del 20 febbraio 1818 causò danni. Il 2 settembre del 1928 venne elevata a dignità di chiesa parrocchiale dal vescovo diocesano Evasio Colli.

## Descrizione

### Esterni
Facciata barocca completata definitivamente nel 1786, delimitata da paraste convesse per tutto lo sviluppo in altezza, ornata da colonne e ripartita su tre ordini sovrapposti di dimensioni decrescenti:
- nel primo ordine una coppia di colonne ioniche in pietra chiara con capitelli corinzi sostengono un massiccio architrave che sormonta l'unico varco d'ingresso;
- nel secondo una seconda coppia di colonne in materiale lavico delimita il riquadro ove è incastonato l'orologio occupante il centro della facciata lavorata in pietra bianca di Siracusa alternata con la pietra lavica in un delicato gioco di bicromia. Il quadrante è sormontato da timpano ad arco spezzato;
- nel terzo ordine dai volumi più contenuti, quattro colonne in lava più minuscole, sostengono la cella campanaria ad arco. Volute raccordano il terzo ordine al secondo, sui contrafforti frontali e laterali - corrispondenti alle paraste - nervature verticali, sono collocati grandi vasi ornamentali in pietra. Una coppia di vasi decora le parti aggettanti sommitali. Chiudono la prospettiva il castelletto campanario e la croce apicale in ferro battuto.

Controfacciata con pronao e cantoria, nella parete del lunettone è inserito l'organo. Nel sottocoro:
- Dx: Monumento funebre di Giuseppe Lazzari Centurione † 1600. Patrocinatore benefattore d'origine messinesi.
- Sx: Monumento funebre di Giovanni Battista Lazzari Centurione † 1612.

### Interni
Impianto a navata unica. Pareti laterali scandite da lesene con tre arcate per lato destinate ad altari, alternate da nicchie o piccoli vani. Tutte le superficii presentano un apparato decorativo in stucco geometrico con modanature, i capitelli riportano il motivo a foglie d'acanto, le cornici abbellite con putti e cartigli nastriformi. Le finestre lato monte riportano delle vetrate istoriate, le figure principali sono rispettivamente San Sebastiano e Santa Venera, patroni e protettori del grande centro etneo.

#### Parete destra
- Fonte battesimale. Vano sottocoro contraddistinto da cancellata in ferro battuto, vasca marmorea su piedistallo con cupolino ligneo. La targa marmorea alla parete recita che il luogo di culto fu posseduto dall'ordine fino al 1896.
  - Varco destro. Acquasantiera.
- Prima campata: Cappella di Santa Teresa e Santa Maria Maddalena. Ambiente privato dell'altare marmoreo, alla parete il dipinto raffigurante la Vergine col Bambino ritratta con Santa Teresa d'Avila, dottore della chiesa e patrona della Spagna, e Santa Maria Maddalena dei Pazzi, opera di Alessandro Vasta.[2]
  - Altarino. Nicchia contenente un Bambinello di Praga abbigliato alla spagnola. Nell'oculo cieco superiore è contenuto un piccolo dipinto.
- Seconda campata: Cappella di Sant'Alberto e Sant'Angelo. Ambiente privato dell'altare marmoreo, alla parete il dipinto raffigurante i due santi protettori delle province siciliane dell'Ordine carmelitano: Sant'Alberto di Messina e Sant'Angelo di Licata, opera di Alessandro Vasta.[2]
  - Altarino. Mensola ospitante la statuetta raffigurante il Sacro Cuore di Gesù.
- Terza campata: Cappella di San Simone Stock. Altare marmoreo, alla parete sulla sopraelevazione e collocato il dipinto raffigurante la Vergine Maria ritratta nell'atto di porgere l'abitino a San Simone Stock, il fondatore dell'Ordine, opera di Alessandro Vasta.[2]

#### Parete sinistra
- Vano sottocoro ospitante la vara processionale.
  - Varco sinistro. Primitiva porta d'accesso interna all'edificio conventuale. Riproduzione della targa di Petra Castagna. Il passaggio è sormontato da dipinto.
- Prima campata: Cappella della Presentazione. Dall'ambiente è stato rimosso l'altare. La parete è arricchita con la tela in stile rinascimentale di scuola leonardesca raffigurante la Presentazione di Gesù al Tempio.
  - Altarino. Parete con decorazione in stucco e statua di Vergine con Bambino.
- Seconda campata: Cappella del Santissimo Crocifisso. Crocifisso collocato su struttura lignea a reliquiario con decorazioni e motivi intagliati e dorati a foglia d'acanto di squisita fattura barocco - rococò.
  - Altarino. Nicchia con statuina raffigurante Santa Rita da Cascia.
- Terza campata: Cappella di Sant'Elia. Ambiente con altare marmoreo, sulla sopraelevazione è custodito il quadro di Alessandro Vasta raffigurante la Visione del profeta Elia.[2]

#### Presbiterio

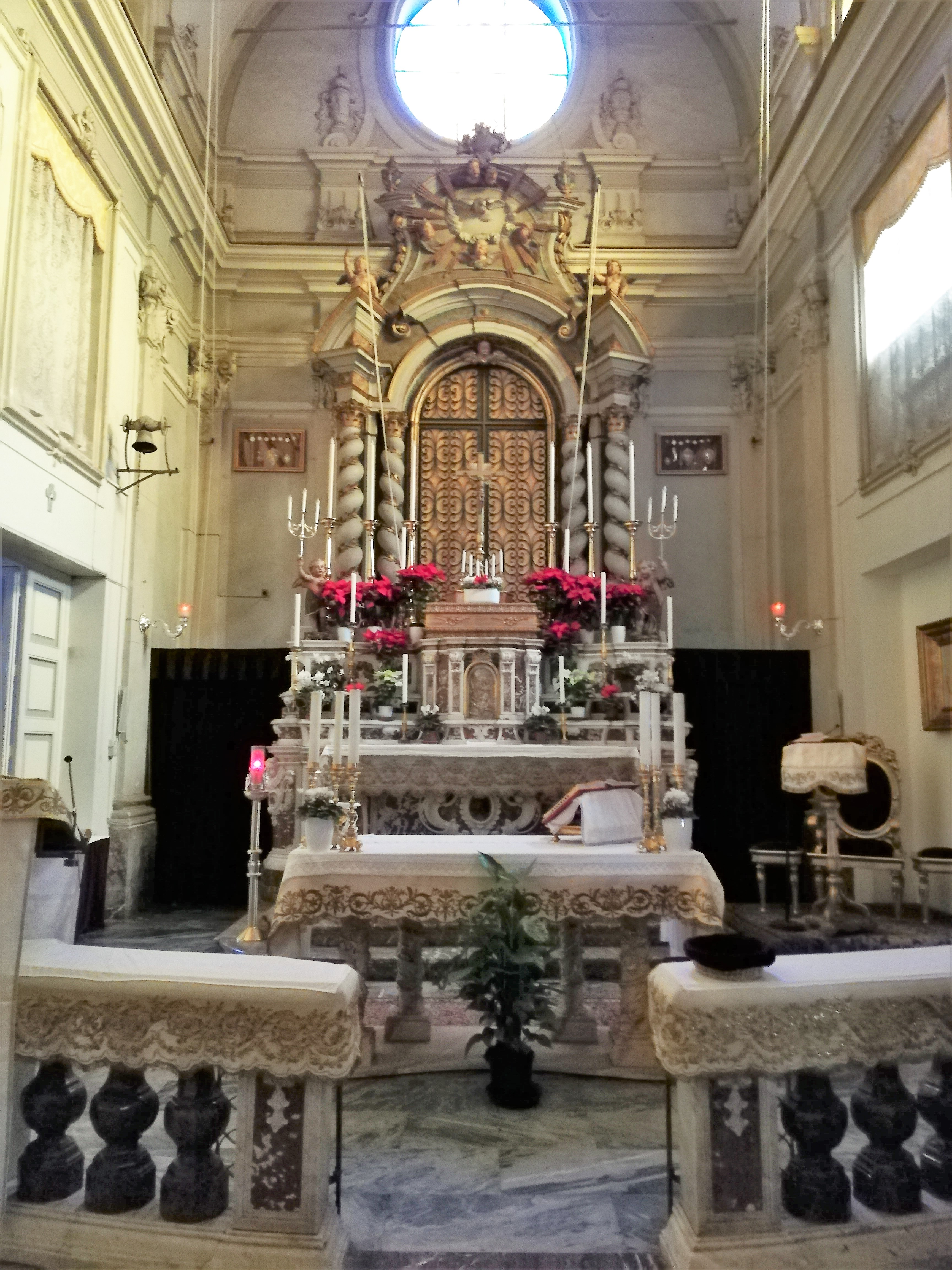

Ambiente delimitato da balaustra. Nicchia centrale ornata da coppie di colonne tortili con sviluppo elicoidale alternato, sormontata da timpano ad arco spezzato, con cimase ruotate esternamente recanti angeli osannanti, stele intermedia arricchita da raggiera e angioletti scolpiti in legno, delimitata da vasotti e stemma apicale. Sul cornicione, disposti su lesene, fanno mostra altrettanti vasi ornamentali, volute raccordano il grande oculo - finestra centrale. La custodia lignea indorata contiene la statua settecentesca della Madonna del Carmelo.

## Cripta
Ambiente destinato alla sepoltura di benefattori, religiosi. È documentato l'esistenza di un cimitero compreso nel sacro recinto.

## Convento
Il convento edificato verosimilmente nel 1502 detiene il primato di antichità tra le case religiose di Acireale. Le fabbriche - gran parte in stato fatiscente - insistono a levante, addossate alla parete sinistra del tempio. Chiostro e cortile con pianta quadrata.
Dopo l'incameramento dei beni in seguito all'emanazione delle leggi eversive le strutture furono adibite a caserma, distretto militare, infine a sede di scuole elementari

## Congregazioni
Congregazione del Terzo Ordine Carmelitano